# António Félix da Costa
António Maria de Mello Breyner Félix da Costa (født 31. august 1991) er en portugisisk racerkører, som kører for Formel E-holdet DS Techeetah.

## Karriere

### Gokarts
Félix da Costa begyndte sin karriere i gokarts da han var 9 år gammel, og havde over de næste år stor succes i sit hjemland.

### Formel Renault 2.0
Félix da Costa rykkede til formelbiler i 2008, da han deltog i både Formel Renault Eurocup og Northern European Cup i Formel Renault. I Northern European Cup sluttede han sin debutsæson på andenpladsen, kun bag Valtteri Bottas. Efter sæsonen rykkede mange af favoritterne fra forrige år, herunder Bottas, Daniel Ricciardo og Roberto Merhi, op i højere divisioner, og Félix da Costa var derfor storfavorit til Northern European Cup mesterskabet i 2009. Han levede i høj grad også op til denne forventning, da han vandt 9 ud af 16 ræs i sæsonen og sluttede 83 point foran Kevin Magnussen, som kom på andenpladsen.

### Formel 3
Félix da Costa op i det europæiske Formel 3 i 2010, og imponerede i sin debutsæson, hvor han scorede et enkelt podium og sluttede på syvendepladsen i mesterskabet. Han blev dog ikke fast i serien, da han kørte på fuld tid i GP3 series i 2011 og 2012, men kørte enkelte ræs i løbet af  F3 sæsonerne.

### GP3 Series
Félix da Costa gjorde sin debut i GP3 Series i 2010 sæsonen som erstatning i nogle ræs. Fra 2011 sæsonen havde han en fast plads i serien. I 2012 sæsonen sluttede han på tredjepladsen, hans bedste resultat i serien.

### Formel Renault 3.5
Félix da Costa rykkede op i Formel Renault 3.5 serien i løbet af 2012 sæsonen, da han skulle erstatte Lewis Williamson, som havde haft en meget ringe start på sæsonen. Félix da Costa startede ikke godt ud, men fik stort momentum i slutningen af sæsonen, og vandt 4 ud af sæsonens sidste 5 ræs. Dette resulterede i hans sluttede på fjerdepladsen i mesterskabet, på trods af at han kørt 5 ræs mindre end de andre deltagere.
Félix da Costa forblev i Formel Renault 3.5 for 2013 sæsonen, og var set som en af favoriterne til mesterskabet. Han måtte dog nøjes med en tredjeplads, da Kevin Magnussen komfortabelt vandt mesterskabet.

### DTM
Félix da Costa skiftede ved 2014 sæsonen til Deutsche Tourenwagen Masters. Han endte sin første sæson på enogtyvendepladsen med kun 6 point for sæsonen. Hans anden sæson i serien var dog markant bedre, og inkluderede en enkel sejr. Han sluttede på elvtepladsen med 79 point. Han kørte igen i 2016 sæsonen, men måtte nøjes med en syttendeplads her.

### Formel E
Félix da Costa deltog i Formel E 2014-15 sæsonen for Team Aguri, dog kun i ræs som ikke stod i vejen for hans ræs i DTM. Han imponerede her, men en enkelt sejr og en ottendeplads i sæsonen, trods han ikke kørte i alle ræs. Det samme arrangement i forhold til DTM blev lavet i 2015-16 sæsonen, men Félix da Costa kunne ikke skabe de samme resultater, og blev trettendeplads på sæsonen.
Han rykkede herefter til Andretti Autosportog. Han kørte med Andretti i 2016-17 og 2017-18, men kunne ikke opnå nogle markante resultater, da de var blandt de langsomste hold i sæsonerne. Dette ændrede sig dog i 2018-19, hvor han endte på sjettepladsen, et imponerede resultat taget i forhold til Andretti fortsat ikke var blandt de bedste hold.
Han rykkede ved 2019-20 sæsonen til det forsvarende mesterskabshold DS Techteetah. Den coronaramte sæson blev en stor succes for Félix da Costa, som både før og efter nedlukningen var dominant, og vandt mesterskabet i 2019-20.